# Bathophilus ater
Bathophilus ater es una especie de pez de la familia Stomiidae en el orden de los Stomiiformes.

## Morfología
Los machos pueden llegar alcanzar los 15 cm de longitud total.

## Hábitat
Es un pez de mar y de aguas profundas que vive entre m de profundidad.

## Distribución geográfica
Se encuentra en el  Atlántico sur (desde Namibia hasta Sudáfrica, y desde el Brasil hasta la Argentina) y el Pacífico sur (entre 32 ° S y 45 ° S).